# Henryk Tomanek
Pour les articles homonymes, voir Tomanek.
Henryk Piotr Tomanek (né le 23 janvier 1955 à Siemianowice Śląskie) est un lutteur polonais.

## Palmarès

### Championnats d'Europe
- Médaille de bronze en catégorie des  plus de 100 kg en 1981
- Médaille d'argent en catégorie des plus de 100 kg en 1984